# Anisostena bicolor
Anisostena bicolor es una especie de coleóptero de la familia Chrysomelidae. Fue descrita científicamente por primera vez en 1885 por Andrew Smith.